# Limnophyes italicola
Limnophyes italicola är en tvåvingeart som beskrevs av Ernst Josef Fittkau 1967. Limnophyes italicola ingår i släktet Limnophyes och familjen fjädermyggor. Inga underarter finns listade i Catalogue of Life.